# Sundance Range
Sundance Range är ett berg i Kanada.   Det ligger i provinsen Alberta, i den centrala delen av landet, 3 000 km väster om huvudstaden Ottawa. Toppen på Sundance Range är 2 539 meter över havet, eller 96 meter över den omgivande terrängen. Bredden vid basen är 0,65 km.
Terrängen runt Sundance Range är bergig åt nordost, men åt sydväst är den kuperad. Trakten runt Sundance Range är nära nog obefolkad, med mindre än två invånare per kvadratkilometer.. Närmaste större samhälle är Canmore, 15,6 km nordost om Sundance Range. 
I omgivningarna runt Sundance Range växer i huvudsak barrskog.